# Rocquefort
Rocquefort é uma comuna francesa na região administrativa da Normandia, no departamento de Sena Marítimo. Estende-se por uma área de 5,32 km². Em 2010 a comuna tinha 327 habitantes (densidade: 61,5 hab./km²).